# Jívová
Jívová är en ort i Tjeckien.   Den ligger i regionen Olomouc, i den östra delen av landet, 220 km öster om huvudstaden Prag. Jívová ligger 569 meter över havet och antalet invånare är 544.
Terrängen runt Jívová är kuperad åt sydväst, men åt nordost är den platt. Runt Jívová är det ganska tätbefolkat, med 75 invånare per kvadratkilometer. Närmaste större samhälle är Olomouc, 16,3 km sydväst om Jívová. I omgivningarna runt Jívová växer i huvudsak blandskog.